# فرودگاه فورت اسمیث
فرودگاه فورت اسمیث (به انگلیسی: Fort Smith Airport) یک فرودگاه همگانی باربری با کد یاتا YSM است که یک باند فرود آسفالت دارد و طول باند آن ۱٬۸۲۹ متر است. این فرودگاه در کشور کانادا قرار دارد و در ارتفاع ۲۰۵ متری از سطح دریا واقع شده است.

## شرکت‌های هواپیمایی و مقصدهای پروازی

### مسافری
| شرکت‌های هواپیمایی | مقصدهای پروازی                                                       |
| ----------------- | -------------------------------------------------------------------- |
| نورث‌وسترن ایر     | ادمونتون، فورت چیپواین، هی ریور/مرلین کارتر، فرودگاه‌های لول، یلونایف |